# August Hanns Leonhard Euler
August Hanns Leonhard Euler (* 22. Juli 1940 in Schweinfurt, Bayern) ist ein ehemaliger deutscher Entwicklungsingenieur bei Eurocopter Frankreich, heute im Ruhestand.
August Hanns Leonhard Euler studierte zwischen 1958 und 1962 am Balthasar-Neumann-Polytechnikum in Würzburg Maschinenbau. Von Oktober 1962 bis Ende 1984 hat er maßgeblich die Entwicklung der Hubschrauberblatttechnologie und von deren Verbundwerkstoffen bei Aérospatiale/Eurocopter geprägt. Mehrere Erfindungen von August Hanns Leonhard Euler stammen aus dieser Zeit. Ab Januar 1985 war er mit dem Planungsmanagement des deutsch-französischen Kampfhubschraubers Eurocopter Tiger beauftragt. Im Juli 1996 schied er aus dem Berufsleben aus. Ehrenamtliche Tätigkeiten, Sport und Musizieren gestalten heute seinen Lebensabend.
Euler ist Enkel des Flugpioniers August Euler.
| Personendaten    | Personendaten                    |
| ---------------- | -------------------------------- |
| NAME             | Euler, August Hanns Leonhard     |
| KURZBESCHREIBUNG | deutscher Entwicklungsingenieur  |
| GEBURTSDATUM     | 22. Juli 1940                    |
| GEBURTSORT       | Schweinfurt, Bayern, Deutschland |